# Crispina Peres
Pour les articles homonymes, voir Peres.
Crispina Peres (née vers 1615 et morte après 1670) est une signare originaire de Geba, en Guinée-Bissau d'aujourd'hui, connue surtout pour avoir participé à la traite des esclaves puis avoir été jugée dans un procès pour sorcellerie.  

## Biographie
Crispina Peres est une femme baïnouk dont la mère est baptisée et elle vit à Cacheu à l'âge adulte. Elle est chrétienne et baptisée. Son père était probablement blanc.
Elle épouse Jorge Gonçalves Françes, ancien capitaine de Cacheu et un des principaux esclavagistes de la région, voire le plus important. Une personne témoigne plus tard qu'elle aurait envoyé de l'argent aux villages baïnouks de Buguendo et Sara demandant l'aide de sorciers pour assurer ce mariage. Pendant leur mariage, Gonçalves et Peres entrent régulièrement en conflit en raison du culte voué par Peres à plusieurs pratiques considérées comme hérétiques dans le catholicisme, notamment la collection d'idoles protectrices dans leur domicile. Ensemble, ils adoptent des enfants enlevés par des peuples noirs locaux ; un garçon en particulier est adopté, mais s'entend très mal avec sa belle-mère et l'accuse de maltraitance, puis quitte le domicile de sa famille adoptive. Il affirme en public que Peres pratique la sorcellerie.
Une enquête la vise pour sorcellerie et un ordre d'arrestation est publié par l'Inquisition portugaise de Lisbonne le 10 janvier 1664. L'accusation affirme qu'elle aurait consulté des sorcières et des guérisseuses et se serait impliquée dans des affaires de sorcellerie, notamment par l'usage d'idoles et d'arrangements avec le Diable,. Peres est interrogée, comme les témoins, par le prêtre franciscain Paulo de Lordello.
Les documents autour du procès évoquent régulièrement la proximité entre Peres et le peuple baïnouk, prévenant qu'il y aura des conséquences négatives sur la traite des esclaves locale en cas de procès. Gonçalves doit envoyer une lettre au roi Pepel de Matta pour lui demander de ne pas déclarer la guerre à Cacheu malgré l'affaire en cours, ce qui montre à quel point elle est proche de ce peuple également. En effet, Peres joue le rôle de médiatrice et d'ambassadrice entre les marchands portugais et les peuples indigènes locaux. En raison de ces relations, elle est exilée rapidement au Cap-Vert ; blessée et fiévreuse, elle n'est pas immédiatement envoyée à Lisbonne, où elle est quand même incarcérée quelques mois plus tard.
Les témoignages à l'encontre de Peres citent presque tous des conflits liés au commerce des esclaves et aux pratiques marchandes de Peres, plutôt que des questions de religion ; la plupart des personnes interrogées sont d'ailleurs juives. Il est donc très probable que les agents de l'Inquisition et les élites locales aient utilisé le Saint-Office portugais pour éliminer leur concurrence. Peres elle-même se confesse chaque semaine depuis plusieurs années. Des témoignages racontent cependant qu'elle a privé de confession une esclave baptisée et malade, qui est morte enchaînée et sans recevoir les derniers sacrements.
Gonçalves organise la défense de sa femme, affirmant que Peres n'a pas grandi dans un milieu catholique et n'a donc pas appris la foi catholique correctement,, et qu'elle n'a voulu qu'un traitement médical mais a été manipulée pour faire ces cérémonies sans savoir qu'elles allaient à l'encontre de la foi catholique. Au sujet de sa santé, il dit avoir été malade et cloué au lit pendant sept mois sans accès à un médecin, et avoir demandé une dérogation spéciale pour accéder aux services d'une guérisseuse ; le vicaire qui lui donne cette dérogation est aussi celui qui témoigne contre Peres plus tard. Il demande la libération de Peres.
En 1665, vers l'âge de 50 ans, Peres est présentée à l'inquisition à Lisbonne. Les inquisiteurs découvrent qu'ils ne comprennent pas ce qu'elle dit, parce qu'elle s'exprime dans un dialecte créole, et demandent à un militaire cap-verdien de servir d'interprète.
En 1668, Peres retourne à Cacheu. Elle n'est pas condamnée : plutôt que d'être considérée comme une hérétique, la cour a choisi de la traiter comme un échec de conversion d'une « sauvage », le fait d'être femme et africaine ayant joué en sa faveur pour la présenter comme vulnérable aux manipulations. Deux ans plus tard, le vicaire local informe Lisbonne qu'elle a rempli toutes les obligations religieuses qui lui ont été imposées après le procès. La même année, elle demande le certificat de décès de son mari, récemment mort ; elle-même est très malade, souffrant entre autres de la malaria et subissant cinq saignées.